# 히사모토 기조

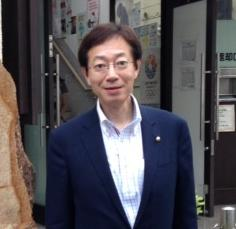
히사모토 기조

히사모토 기조(久元喜造, 1954년 2월 1일 ~ )는 일본의 정치인, 자치관료이다.
1972년 도쿄 대학 문과 일류 (교양 학부) 입학. 교양 과정은 국제관계론의 히라노 세미나에서 정책결정과정을 배운다. 법학부 진학 후, 행정학의 니시오 승 세미나, 국제정치의　사카모토 세미나에서 각각 배운다. 대학 졸업 후, 자치성 입성.

## 경력
- 2003년 1월, 총무성 자치 행정국 행정 과장.
- 2005년 1월, 총무성 대신 관방 심의관(지방 행정, 지방 공무원 제도, 선거 담당).
- 2006년 7월, 총무성 자치 행정국 선거 부장.
- 2008년 7월, 총무성 자치 행정 국장.
- 2013년, 고베시장.